# Transformers: FöldSzikra
A Transformers: FöldSzikra (eredeti cím: Transformers: EarthSpark) 2022-től vetített amerikai számítógépes animációs vígjáték sorozat. Amerikában 2022. november 11-én a Paramount+, míg Magyarországon 2022. november 28-án a Nickelodeon és a Nicktoons mutatta be. Ebben a sorozatban szinkronizálta utoljára Szélyes Imre Optimusz fővezért.

## Cselekmény
Sok évvel az Autobotok és az Álcák közötti polgárháború vége után a Malto család Philadelphiából a pennsylvaniai Witwicky kisvárosba költözik. Ott a fiatal Robby és Mo Malto szemtanúi lesznek egy új transzformer-fajta, a terraiak születésének, akik a karjukon lévő speciális kiber-ujjakon keresztül kötődnek hozzájuk. A családba befogadott és Űrdongó által mentorált terraiak a gyerekekkel együtt dolgoznak azon, hogy megvédjék új életüket és megtalálják helyüket a világban.

## Szereplők
| Szereplő                           | Eredeti hang        | Magyar hang                                     | Leírás |
| Malto család                       | Malto család        | Malto család                                    | Malto család |
| ---------------------------------- | ------------------- | ----------------------------------------------- | --- |
| Robby Malto                        | Sydney Mikayla      | Gáll Dávid                                      | 13 éves fiú, aki alkalmazkodik az új életéhez, miután egy kisvárosba költöztek.                                                                                                |
| Morgan "Mo" Malto                  | Zion Broadnax       | Blazsó Regina                                   | Robby optimista 9 éves húga. |
| Dorothy "Dot" Malto                | Benni Latham        | Kelemen Kata                                    | Robby és Mo édesanyja, aki parkőr és volt katona. |
| Alex Malto                         | Jon Jon Briones     | Seder Gábor                                     | Robby és Mo apja, egy főiskolai professzor, aki a kibertroni történelemből doktorált.                                                                                          |
| Terraiak                           |                     |                                                 | |
| Fricska Malto (Twitch Malto)       | Kathreen Khavari    | Károlyi Lilla Márta                             | Analitikus és versenyképes terrai Transzformer és Robby társa. Repülő drónná tud átváltozni.                                                                                   |
| Hadar Malto (Thrash Malto)         | Zeno Robinson       | Penke Bence                                     | Mókamániás és impulzív terrai Transzformer és Mo társa. Motorkerékpárrá tud átváltozni.                                                                                        |
| Gyorsacél Malto (Nightshade Malto) | Z Infante           | Rada Bálint                                     | |
| Nyelvtörő Malto (Jawbreaker Malto) | Cyrus Arnold        | Kádár-Szabó Bence                               | |
| Fruska Malto (Hashtag Malto)       | Stephanie Lemelin   | Pekár Adrienn                                   | |
| Autobotok                          |                     |                                                 | |
| Optimusz fővezér (Optimus Prime)   | Alan Tudyk          | Szélyes Imre (1-10. rész) Horányi László (11.-) | Az Autobotok vezetője. Nyerges vontatóvá tud átváltozni. A szinkronban Optimus(z) Prime-nak szólítják, de a Prime-ot mint rangot fővezérnek fordítják, ha önállóan használják. |
| Űrdongó (Bumblebee)                | Danny Pudi          | Szokol Péter                                    | Autobot felderítő, aki a terraiak mentora lesz. Sportkocsivá tud átváltozni.                                                                                                   |
| Elita-1                            | Cissy Jones         | Nemes Takách Kata                               | Az Autobotok másodparancsnoka. Terepjáróvá tud átváltozni. |
| Volánjack (Wheeljack)              | Michael T. Downey   | Szrna Krisztián                                 | Autobot szerelő és tudós. Rallyautóvá tud átváltozni. |
| Arszi (Arcee)                      | Martha Marion       | Törtei Tünde                                    | Autobot katona. Izomautóvá tud átváltozni. |
| Mogorva (Grimlock)                 | Keith David         | TBA                                             | |
| Cosmos                             | “Weird Al” Yankovic | TBA                                             | |
| Prowl                              | Eric Bauza          | TBA                                             | |
| Álcák                              |                     |                                                 | |
| Megatron                           | Rory McCann         | Borbiczki Ferenc                                | Az Álcák vezetője, aki megtagadta korábbi gonoszságát. Páncélozott vadászrepülőgépé tud átváltozni.                                                                            |
| Üstökös (Starscream)               | Steve Blum          | Megyeri János                                   | Az Álcák légi parancsnoka. Sugárhajtású repülőgéppé tud átváltozni. |
| Fülelő (Soundwave)                 | Sean Kenin Reyes    | Faragó András                                   | Csendes Álca. Lopakodó repülőgéppé tud átváltozni. |
| Svindli (Swindle)                  | Nolan North         | Renácz Zoltán                                   | Bűnöző Álca testvérpár. Terepjáróvá alakulnak át. |
| Fémtető (Hardtop)                  | Nolan North         | Maday Gábor                                     | Bűnöző Álca testvérpár. Terepjáróvá alakulnak át. |
| Égretörő (Skywarp)                 | Nicole Dubuc        | Szabó Luca                                      | Álca kutaszok (máshol kutatók vagy felderítők), akiket a háború után elűztek. Sugárhajtású repülőgépekké tudnak átváltozni.                                                    |
| Villámvihar (Nova Storm)           | Nicole Dubuc        | Györfi Laura                                    | Álca kutaszok (máshol kutatók vagy felderítők), akiket a háború után elűztek. Sugárhajtású repülőgépekké tudnak átváltozni.                                                    |
| Tomboló (Frenzy)                   | Tiana Camacho       | Pásztor Tibor                                   | |
| Lézercsőr (Laserbeak)              | Jake Green          | Kapácsy Miklós                                  | |
| Romboló (Ravage)                   | TBA                 | TBA                                             | |
| Sokkoló (Shockwave)                | Troy Baker          | Bordás János                                    | Az Álcák főtudósa. |
| Membrán (Breakdown)                | Roger Craig Smith   | TBA                                             | Egy Álca szuperautó alternatív móddal. Közeli barátságban van Űrdongó-val. |
| Tarantulas                         | Alfie Allen         | Barát Attila                                    | Álca pók alternatív móddal. |
| Szilánk (Bombshell)                | TBA                 | TBA                                             | |
| Srapnel (Shrapnel)                 | TBA                 | TBA                                             | |
| Fejreccsentő (Skullcruncher)       | TBA                 | TBA                                             | |
| Huligán (Brawl)                    | TBA                 | TBA                                             | |
| Egyéb kibertroniak                 |                     |                                                 | |
| Quintus fővezér (Quintus Prime)    | Clancy Brown        | TBA                                             | Neki így hangzik el a neve Optimusszal ellentétben. |
| Razor-Fin                          | Steve Blum          | TBA                                             | Sharkticon-ok akik Mandroidnak dolgoznak. |
| Blitzwave                          | Nolan North         | TBA                                             | Sharkticon-ok akik Mandroidnak dolgoznak. |
| További emberek                    |                     |                                                 | |
| Mandroid                           | Diedrich Bader      | Végh Péter                                      | Tudós és robotikus, aki az összes kibertroni elpusztítására törekszik. Igazi neve Dr. Meridian, de akarata ellenére a "Mandroid" becenevet kapta Hadartól.                     |
| Jon Schloder ügynök                | Marc Evan Jackson   | Haagen Imre                                     | A S.Z.E.L.L.E.M. (G.H.O.S.T.) titkos békefenntartó szervezet tagja és Croft ügynök öccse.                                                                                      |
| Croft vezető ügynök                | Kari Wahlgren       | Vámos Mónika                                    | A S.Z.E.L.L.E.M. (G.H.O.S.T.) magas rangú tagja és Schloder ügynök nővére. |
| Bala ügynök                        | Krizia Bajos        | TBA                                             | |
| Bhagheri ügynök                    | Kathreen Khavari    | TBA                                             | |
| Kwan                               | Sherry Cola         | TBA                                             | |
| Conway                             | Jason Marsden       | TBA                                             | |
| Rosato                             | Kaitlyn Robrock     | TBA                                             | |
| Mr. Smelt                          | Daran Norris        | Juhász Zoltán                                   | A Witwicky Charter School drámatanára. |
| Mischa                             | Grace Lu            | TBA                                             | |
| Bruno                              | Dasan Turner        | TBA                                             | |

## Magyar változat
- Magyar szöveg: Lai Gábor
- Bemondó: Orosz Gergely
- Felvevő hangmérnök: Oláh Norbert
- Keverő hangmérnökmérnök és vágó: Császár Bíró Szabolcs
- Gyártásvezető: Rába Ildikó
- Szinkronrendező: Turóczi Izabella
- Produkciós vezető: Koleszár Emőke

A szinkront az SDI Media Hungary készítette.

## Évados áttekintés
| Évad | Évad | Epizódok | Epizódok         | Eredeti sugárzás (Paramount+) | Eredeti sugárzás (Paramount+) | Eredeti sugárzás (Nickelodeon) | Eredeti sugárzás (Nickelodeon) | Magyar sugárzás a -on | Magyar sugárzás a -on | Magyar sugárzás a -on | Magyar sugárzás a -on |
| Évad | Évad | Epizódok | Epizódok         | Évadpremier                   | Évadfinálé                    | Évadpremier                    | Évadfinálé                     | Évadpremier           | Évadfinálé            | Évadpremier           | Évadfinálé            |
| ---- | ---- | -------- | ---------------- | ----------------------------- | ----------------------------- | ------------------------------ | ------------------------------ | --------------------- | --------------------- | --------------------- | --------------------- |
|      | 1    | 26       | 10               | 2022. november 11.            | 2022. november 11.            | 2022. november 11.             | 2023. március 3.               | 2022. november 28.    | 2022. december 9.     | 2022. november 28.    | 2022. december 9.     |
| 8    | 1    | 26       | 2023. március 3. | 2023. március 3.              | 2023. június 12.              | 2023. augusztus 26.            | 2023. április 24.              | 2023. szeptember 16.  | 2023. április 24.     | 2023. szeptember 9.   |                       |
| 8    | 1    | 26       | 2023. július 28. | 2023. július 28.              | 2024. április 6.              | 2024. április 20.              | 2023. szeptember 17.           | 2023. október 14.     | 2023. szeptember 10.  | 2023. október 7.      |                       |
|      | 2    | 10       | 10               | 2024. június 7.               | 2024. június 7.               | 2024. szeptember 28.           | 2025. február 1.               | 2024. július 6.       | 2024. augusztus 4.    | 2024. július 6.       | 2024. augusztus 4.    |
|      | 3    | 8        | 8                | 2024. október 25.             | 2024. október 25.             | TBA                            | TBA                            | 2025. január 11.      | 2025. február 1.      | 2025. március 10.     | 2025. március 20.     |

## Évadok

### 1. évad (2022-2023)
| #   | #   | Eredeti cím            | Magyar cím            | Írta                                                                       | Eredeti premier   | Eredeti premier     | Magyar premier       | Magyar premier       | Gyártási kód |                                 |                    |                    |                    |                    |     |
| --- | --- | ---------------------- | --------------------- | -------------------------------------------------------------------------- | ----------------- | ------------------- | -------------------- | -------------------- | ------------ | ------------------------------- | ------------------ | ------------------ | ------------------ | ------------------ | --- |
| #   | #   | Eredeti cím            | Magyar cím            | Írta                                                                       | 1.                | 1.                  | Secret Legacy        | Titkos örökség       | Gyártási kód | Nicole Dubuc és Dale Malinowski | 2022. november 11. | 2022. november 11. | 2022. november 28. | 2022. november 28. | 101 |
| 2.  | 2.  | 2022. november 29.     | 2022. november 29.    | 102                                                                        |                   |                     | Secret Legacy        | Titkos örökség       |              | Nicole Dubuc és Dale Malinowski | 2022. november 11. | 2022. november 11. |                    |                    |     |
| 3.  | 3.  | Moov-ing In            | Mú és öröm a háznál   | Isabel Galupo                                                              | 2023. február 10. | 2022. november 30.  | 2022. november 30.   | 103                  |              |                                 | 2022. november 11. |                    |                    |                    |     |
| 4.  | 4.  | House Rules            | Házirendszegők        | Ian Busch                                                                  | 2023. február 10. | 2022. december 1.   | 2022. december 1.    | 104                  |              |                                 | 2022. november 11. |                    |                    |                    |     |
| 5.  | 5.  | Classified             | Szigorúan titkos      | Nathan Ramos-Park                                                          | 2023. február 17. | 2022. december 2.   | 2022. december 2.    | 105                  |              |                                 | 2022. november 11. |                    |                    |                    |     |
| 6.  | 6.  | Traditions             | Hagyományteremtők     | Maasai Singleton                                                           | 2023. február 17. | 2022. december 5.   | 2022. december 5.    | 106                  |              |                                 | 2022. november 11. |                    |                    |                    |     |
| 7.  | 7.  | Friends and Family     | Egység és kétség      | Brian Hohlfeld                                                             | 2023. február 24. | 2022. december 6.   | 2022. december 6.    | 107                  |              |                                 | 2022. november 11. |                    |                    |                    |     |
| 8.  | 8.  | Decoy                  | Csalétek              | Isabel Galupo                                                              | 2023. február 24. | 2022. december 7.   | 2022. december 7.    | 108                  |              |                                 | 2022. november 11. |                    |                    |                    |     |
| 9.  | 9.  | Age of Evolution       | Az evolúció kora      | Nicole Dubuc és Dale Malinowski                                            | 2023. március 3.  | 2022. december 8.   | 2022. december 8.    | 109                  |              |                                 | 2022. november 11. |                    |                    |                    |     |
| 10. | 10. | Age of Evolution       | Az evolúció kora      | Nicole Dubuc és Dale Malinowski                                            | 2023. március 3.  | 2022. december 9.   | 2022. december 9.    | 110                  |              |                                 | 2022. november 11. |                    |                    |                    |     |
| 11. | 11. | Hashtag Oops           | Butus Botok           | Bernard Badion                                                             | 2023. március 3.  | 2023. június 12.    | 2023. április 24.    | 2023. április 24.    | 111          |                                 |                    |                    |                    |                    |     |
| 12. | 12. | Outtakes               | Kulisszák mögött      | Maasai Singleton                                                           | 2023. március 3.  | 2023. június 13.    | 2023. április 25.    | 2023. április 25.    | 112          |                                 |                    |                    |                    |                    |     |
| 13. | 13. | Missed Connection      | Küldetés összefüggés  | Mae Catt                                                                   | 2023. március 3.  | 2023. június 14.    | 2023. április 26.    | 2023. április 26.    | 113          |                                 |                    |                    |                    |                    |     |
| 14. | 14. | Security Protocols     | Az előírás szentírás  | Lorin Williams                                                             | 2023. március 3.  | 2023. június 15.    | 2023. április 27.    | 2023. április 27.    | 114          |                                 |                    |                    |                    |                    |     |
| 15. | 15. | Bear Necessities       | Félelemtől ledermedve | Isabel Galupo                                                              | 2023. március 3.  | 2023. augusztus 19. | 2023. április 28.    | 2023. április 28.    | 115          |                                 |                    |                    |                    |                    |     |
| 16. | 16. | Warzone                | Villámháború          | Greg Johnson                                                               | 2023. március 3.  | 2023. augusztus 19. | 2023. szeptember 9.  | 2023. szeptember 2.  | 116          |                                 |                    |                    |                    |                    |     |
| 17. | 17. | Home                   | Hazai pálya           | Mae Catt, Nicole Dubuc, Isabel Galupo, Dale Malinowski és Maasai Singleton | 2023. március 3.  | 2023. augusztus 26. | 2023. szeptember 10. | 2023. szeptember 3.  | 117          |                                 |                    |                    |                    |                    |     |
| 18. | 18. | Home                   | Hazai pálya           | Mae Catt, Nicole Dubuc, Isabel Galupo, Dale Malinowski és Maasai Singleton | 2023. március 3.  | 2023. augusztus 26. | 2023. szeptember 16. | 2023. szeptember 9.  | 118          |                                 |                    |                    |                    |                    |     |
| 19. | 19. | A Stygi Situation      | Dínóm-dánom           | Isabel Galupo                                                              | 2023. július 28.  | 2024. április 6.    | 2023. szeptember 17. | 2023. szeptember 10. | 119          |                                 |                    |                    |                    |                    |     |
| 20. | 20. | Disarmed               | Hatástalanítás        | Maasai Singleton                                                           | 2023. július 28.  | 2024. április 6.    | 2023. szeptember 23. | 2023. szeptember 16. | 120          |                                 |                    |                    |                    |                    |     |
| 21. | 21. | What Dwells Within     | Mélyen lenn           | Mae Catt                                                                   | 2023. július 28.  | 2024. április 13.   | 2023. szeptember 24. | 2023. szeptember 17. | 121          |                                 |                    |                    |                    |                    |     |
| 22. | 22. | Prime Directive        | Erő legyen velünk!    | Isabel Galupo                                                              | 2023. július 28.  | 2024. április 13.   | 2023. szeptember 30. | 2023. szeptember 23. | 122          |                                 |                    |                    |                    |                    |     |
| 23. | 23. | Stowed Away, Stowaway  | Potyázó portyázók     | Gavin Hignight                                                             | 2023. július 28.  | 2024. április 20.   | 2023. október 1.     | 2023. szeptember 24. | 123          |                                 |                    |                    |                    |                    |     |
| 24. | 24. | The Battle of Witwicky | Kereszttűzben         | Mae Catt                                                                   | 2023. július 28.  | 2024. április 20.   | 2023. október 7.     | 2023. szeptember 30. | 124          |                                 |                    |                    |                    |                    |     |
| 25. | 25. | Last Hope              | Végső reményszikra    | Dale Malinowski                                                            | 2023. július 28.  | 2024. április 20.   | 2023. október 8.     | 2023. október 1.     | 125          |                                 |                    |                    |                    |                    |     |
| 26. | 26. | Last Hope              | Végső reményszikra    | Dale Malinowski                                                            | 2023. július 28.  | 2024. április 20.   | 2023. október 14.    | 2023. október 7.     | 126          |                                 |                    |                    |                    |                    |     |

### 2. évad (2024)
| #   | #   | Eredeti cím             | Magyar cím             | Írta                                       | Eredeti premier   | Eredeti premier    | Magyar premier     | Magyar premier | Gyártási kód |                 |                 |                      |                 |                 |     |
| --- | --- | ----------------------- | ---------------------- | ------------------------------------------ | ----------------- | ------------------ | ------------------ | -------------- | ------------ | --------------- | --------------- | -------------------- | --------------- | --------------- | --- |
| #   | #   | Eredeti cím             | Magyar cím             | Írta                                       | 27.               | 1.                 | Aftermath          | Utóhatás       | Gyártási kód | Dale Malinowski | 2024. június 7. | 2024. szeptember 28. | 2024. július 6. | 2024. július 6. | 201 |
| 28. | 2.  | In Ruins                | Romokban               | Ian Busch                                  | 2024. október 5.  | 2024. július 7.    | 2024. július 7.    | 202            |              |                 | 2024. június 7. |                      |                 |                 |     |
| 29. | 3.  | Control Alt Delete      | Törlésre ítélve        | Gavin Hignight                             | 2024. október 12. | 2024. július 13.   | 2024. július 13.   | 203            |              |                 | 2024. június 7. |                      |                 |                 |     |
| 30. | 4.  | The Butterfly Effect    | Szivárvány felhők      | Jen Bardekoff                              | 2024. október 19. | 2024. július 14.   | 2024. július 14.   | 204            |              |                 | 2024. június 7. |                      |                 |                 |     |
| 31. | 5.  | Togetherness            | Összegabalyodás        | Matt Wayne                                 | 2024. október 26. | 2024. július 20.   | 2024. július 20.   | 205            |              |                 | 2024. június 7. |                      |                 |                 |     |
| 32. | 6.  | Spitfire                | Méregzsák              | Halima Lucas                               | 2025. január 18.  | 2024. július 21.   | 2024. július 21.   | 206            |              |                 | 2024. június 7. |                      |                 |                 |     |
| 33. | 7.  | The Impoosters          | A beépülők             | Ian Busch                                  | 2025. január 18.  | 2024. július 27.   | 2024. július 27.   | 207            |              |                 | 2024. június 7. |                      |                 |                 |     |
| 34. | 8.  | Dude Where's My Trailer | Pótolhatatlan pótkocsi | Russ Carney és Ron Corcillo                | 2025. január 25.  | 2024. július 28.   | 2024. július 28.   | 210            |              |                 | 2024. június 7. |                      |                 |                 |     |
| 35. | 9.  | Witwicky                | Witwicky titkai        | Dale Malinowski, Amy Wolfram és Matt Wayne | 2025. február 1.  | 2024. augusztus 3. | 2024. augusztus 3. | 208            |              |                 | 2024. június 7. |                      |                 |                 |     |
| 36. | 10. | Witwicky                | Witwicky titkai        | Dale Malinowski, Amy Wolfram és Matt Wayne | 2025. február 1.  | 2024. augusztus 4. | 2024. augusztus 4. | 209            |              |                 | 2024. június 7. |                      |                 |                 |     |

### 3. évad (2024)
| #   | #  | Eredeti cím                  | Magyar cím                 | Írta            | Eredeti premier | Eredeti premier   | Magyar premier    | Magyar premier | Gyártási kód |                 |                   |     |                  |                   |     |
| --- | -- | ---------------------------- | -------------------------- | --------------- | --------------- | ----------------- | ----------------- | -------------- | ------------ | --------------- | ----------------- | --- | ---------------- | ----------------- | --- |
| #   | #  | Eredeti cím                  | Magyar cím                 | Írta            | 37.             | 1.                | The Need for Read | Kupolafutam    | Gyártási kód | Dale Malinowski | 2024. október 25. | TBA | 2025. január 11. | 2025. március 10. | 301 |
| 38. | 2. | Attack of the Drive-In Movie | Támadás az Autobot-moziban | Ian Busch       | TBA             | 2025. március 11. | 302               |                |              |                 | 2024. október 25. |     | 2025. január 11. |                   |     |
| 39. | 3. | The Great Escape             | Szökő-ár                   | Jen Bardekoff   | TBA             | 2025. január 18.  | 2025. március 12. | 303            |              |                 | 2024. október 25. |     |                  |                   |     |
| 40. | 4. | No Soldier Left Behind       | Senkit nem hagyunk hátra   | Marty Isenberg  | TBA             | 2025. január 18.  | 2025. március 13. | 304            |              |                 | 2024. október 25. |     |                  |                   |     |
| 41. | 5. | Fire and Ice                 | Mint tűz és jég            | Aiko Hilkinger  | TBA             | 2025. január 25.  | 2025. március 17. | 305            |              |                 | 2024. október 25. |     |                  |                   |     |
| 42. | 6. | The Truth Is Out There       | A hihetetlen igazság       | Ian Busch       | TBA             | 2025. január 25.  | 2025. március 18. | 306            |              |                 | 2024. október 25. |     |                  |                   |     |
| 43. | 7. | Judgement Day                | Ítéletnap                  | Dale Malinowski | TBA             | 2025. február 1.  | 2025. március 19. | 307            |              |                 | 2024. október 25. |     |                  |                   |     |
| 44. | 8. | Judgement Day                | Ítéletnap                  | Dale Malinowski | TBA             | 2025. február 1.  | 2025. március 20. | 308            |              |                 | 2024. október 25. |     |                  |                   |     |

## A sorozat készítése
2021 elején a Hasbro két animációs sorozatot jelentett be a Transformers márkára alapozva. Az első Transformers: BotBotok című sorozat volt a Netflix számára, a másik pedig egy akkor még cím nélküli sorozat, amelyet a Nickelodeon 2022-ben sugározna. 2022-ben a sorozat hivatalos címe Transformers: FöldSzikra, 2022 februárjában fedték fel, a megjelenési idő pedig az év őszére lett kitűzve.